# 巴特维姆斯巴赫-奈德哈廷
巴特维姆斯巴赫-奈德哈廷是奥地利上奥地利州韦尔斯兰县的一个市镇。总面积24平方公里，总人口2362人，人口密度98.4人/平方公里（2005年）。